# Муса Ибрахим
Муса Ибрахим (арап. موسى إبراهيم; Триполи, Либија, 1974) либијски је медијски радник, политичар и доктор политичких наука. Широј јавности је постао познат као портпарол Општег народног комитета током рата у Либији (2011).

## Биографија
Рођен је 1974. године и припада племену Гадафа, племену либијског вође Муамера ел Гадафија. Ожењен је Њемицом и има једног сина. Студирао је политичке науке на Универзитету у Ексетеру у Енглеској почетком 2000-их. Завршио је докторат на Royal Holloway, University of London у мају 2010. године. У интервју за Скај њуз рекао је да је живио у Лондону 15 година.
До марта 2011. године био је секретар Административног комитета Опште управе за иностране медије тј. центра за медијске студије чији је и оснивач. Од тада се налази на мјесту портпарола Општег народног комитета.

## Рат у Либији
Дана 14. августа 2011, у ваздушном нападу НАТО-а на град Ез Завију, убијен је његов рођени брат, 25-годишњи студент Хасан. Дана 19. септембра, један од званичника побуњеника је рекао да је Муса Ибрахим погинуо у граду Сирту, што се показало неистинитим. Дана 29. септембра, званичници побуњеника су саопштили да су га заробили у околини града Сирта. О заробљавању није било потврде, а два дана касније један од команданата побуњеника је признао да га нису били заробили. У телефонској изјави за сиријску телевизију „Араи“ Муса Ибрахим је саопштио да је информација била лажна.
Дана 20. октобра 2012. нове либијске власти су саопштиле да је Муса Ибрахим заробљен у граду Тархуна, око 70 километара јужно од Триполија. Сљедећег дана Муса Ибрахим је објавио аудио-снимак на којем је негирао да је ухапшен.